# Andreas Bornemann
Andreas Bornemann (* 15. September 1971 in Neuenburg am Rhein) ist ehemaliger deutscher Fußballspieler und heutiger Funktionär. Seit dem 1. Juli 2019 ist er Geschäftsleiter Sport des FC St. Pauli.

## Werdegang

### Karriere als Spieler
Andreas Bornemann kam 1988 von seinem Heimatverein FC Neuenburg zum SC Freiburg. Hauptsächlich für die Amateure des Vereins spielend, bestritt er zwischen 1991 und 2000 auch sechs Bundesligaspiele und zwei Spiele in der zweiten Liga für die Profimannschaft.

### Karriere als Manager
Von 2000 bis 2002 leitete Bornemann die Freiburger Fußballschule. Unter seiner Ägide wurde das alte Möslestadion für ein Investitionsvolumen von 12 Millionen Euro zu einem modernen Nachwuchsleistungszentrum umgewandelt. Am 21. Februar 2002 trat er die Nachfolge des scheidenden Managers Andreas Rettig an, welcher damals zum 1. FC Köln ging. Am Ende der Spielzeit stieg der SC Freiburg in die zweite Bundesliga ab, wo Bornemann auch fortan Manager blieb. Nach der Entlassung von Trainer Volker Finke wurde er im Juni 2007 durch Dirk Dufner ersetzt. Anschließend trat er am 3. Januar 2009 bei Alemannia Aachen als Sportdirektor die Nachfolge Jörg Schmadtkes an, bis ihn der Aufsichtsrat am 29. November 2009 beurlaubte.
Bornemann wurde am 2. Februar 2010 Sportdirektor von Holstein Kiel und übte diesen Job bis zum Sommer 2014 aus. Am 21. Mai 2014 verkündete der Zweitligist SpVgg Greuther Fürth die Verpflichtung von Bornemann als Sportdirektor. Die SpVgg Greuther Fürth gab jedoch am 27. Juni 2014 bekannt, dass Bornemann den Job aus privaten Gründen nicht antreten könne.
 Später wurde durch Medienberichte, ausgelöst durch Äußerungen Bornemanns, bekannt, dass Bornemann bereits seit dem 1. Juni bei Fürth zur Vorbereitung auf seine neue Aufgabe tätig war, allerdings nach drei Wochen aufgrund von Differenzen mit dem Präsidium seinen Hut nahm.
Am 21. September 2015 gab der 1. FC Nürnberg bekannt, dass Andreas Bornemann die Nachfolge von Martin Bader als Vorstand Sport antritt. Dort wurde er im Februar 2019, da er sich dem Aufsichtsrat widersetzte, entlassen. Zu diesem Zeitpunkt stand der 1. FC Nürnberg auf dem 18. Tabellenplatz.
Zum 1. Juli 2019 wurde Bornemann Geschäftsleiter Sport des Zweitligisten FC St. Pauli. Der ursprünglich bis zum Ende der Saison 2023/2024 laufende Vertrag wurde im Juli 2023 verlängert; die Laufzeit wurde nicht veröffentlicht.